# 입자 발견의 역사
이 문서는 현재까지 발견된 입자 중 가장 잘 알려진 증거에 따라 기본 입자(즉, 더 이상 쪼갤 수 없는)로 보이는 모든 입자를 포함하는 아원자 입자 발견의 역사이다. 또한, 역사적으로 특히 중요했던 복합 입자 및 반입자의 발견도 포함한다.
보다 구체적으로, 포함 기준은 다음과 같다.
- 입자물리학의 표준 모형에 있는 기본 입자로, 현재까지 관측된 것. 표준 모형은 입자 거동에 대한 가장 포괄적인 현존 모델이다. 힉스 보손을 포함한 모든 표준 모형 입자는 검증되었으며, 다른 모든 관측된 입자는 둘 이상의 표준 모형 입자의 조합이다.
- 입자물리학의 발전에 역사적으로 중요했던 반입자, 특히 양전자 및 반양성자. 이 입자들의 발견은 일반 물질 counterpart와는 매우 다른 실험 방법을 필요로 했으며, 모든 입자가 반입자를 가지고 있다는 증거를 제공했다. 이는 입자물리학의 현대 수학적 틀인 양자장론의 근본적인 개념이다. 대부분의 후속 입자 발견의 경우, 입자와 그 반입자는 기본적으로 동시에 발견되었다.
- 특정 기본 구성 요소를 포함하는 최초의 입자였거나 입자물리학의 이해에 중요했던 복합 입자.

| 시간 | 사건 |
| ---- | --- |
| 1800 | 윌리엄 허셜이 "열선"(현재는 적외선으로 알려짐)을 발견하다. |
| 1801 | 요한 빌헬름 리터는 가시 스펙트럼의 보라색 끝 너머의 보이지 않는 광선이 염화 은을 적신 종이를 밝히는 데 특히 효과적이라는 중요한 관찰을 했다. 그는 화학 반응성을 강조하고 보이지 않는 스펙트럼의 다른 끝에 있는 "열선"과 구별하기 위해 이를 "탈산화선"이라고 불렀다(둘 다 나중에 광자로 확인되었다). "화학선"이라는 더 일반적인 용어는 산화선을 설명하기 위해 얼마 후 채택되었으며, 19세기 내내 인기를 끌었다. 화학선과 열선이라는 용어는 결국 각각 자외선과 적외선 방사선으로 대체되었다. |
| 1895 | 독일 물리학자 빅토르 슈만이 200 nm 미만의 자외선을 발견했으며, 이는 공기에 강하게 흡수되기 때문에 진공 자외선이라고 불렸다(나중에 광자로 확인됨) |
| 1895 | 빌헬름 콘라트 뢴트겐이 엑스선을 생성하다 (나중에 광자로 확인됨) |
| 1897 | 조지프 존 톰슨이 전자를 발견하다 |
| 1899 | 어니스트 러더퍼드가 우라늄 방사선에서 알파 입자를 발견하다 |
| 1900 | 폴 울리히 빌라르가 우라늄 붕괴에서 감마선(고에너지 광자)을 발견하다 |
| 1911 | 어니스트 러더퍼드가 한스 가이거와 어니스트 마스덴이 관찰한 산란을 기반으로 원자핵을 식별하다 |
| 1919 | 어니스트 러더퍼드가 양성자를 발견하다 |
| 1931 | 해럴드 유리가 중수소핵을 발견하다 (러더퍼드가 1920년에 예측) |
| 1932 | 제임스 채드윅이 중성자를 발견하다 (러더퍼드가 1920년에 예측) |
| 1932 | 칼 데이비드 앤더슨이 최초의 반입자인 반전자(또는 양전자)를 발견하다 (폴 디랙이 1927년에, 에토레 마요라나가 1928년에 제안) |
| 1937 | 세스 네더마이어, 칼 데이비드 앤더슨, J.C. 스트리트, E.C. 스티븐슨이 우주선 (물리)의 안개 상자 측정값을 사용하여 뮤온(또는 뮤 렙톤)을 발견하다 (1947년까지 파이 중간자로 오인) |
| 1947 | 세실 프랭크 파월 그룹이 파이 중간자(또는 파이 중간자)를 발견하다 (최초 저자: 세자르 라테스, 주세페 오키알리니 포함) (유카와 히데키가 1935년에 예측) |
| 1947 | 케이 중간자(또는 K 중간자), 최초의 기묘 입자, 조지 딕슨 로체스터와 클리퍼드 찰스 버틀러가 발견하다 |
| 1950 | 우주선 상호작용 연구 중에 Λ0 (또는 람다 중입자)가 발견되다 |
| 1955 | 오언 체임버린, 에밀리오 지노 세그레, 클라이드 위건드, 토머스 입실란티스가 반양성자를 발견하다 |
| 1956 | 프레더릭 라이너스와 클라이드 코원이 전자 중성미자를 감지하다 (볼프강 파울리가 1930년에 베타 붕괴에서 나타나는 에너지 보존 법칙 위반을 설명하기 위해 제안) 당시에는 알려진 중성미자가 하나뿐이었기 때문에 단순히 중성미자로 불렸다. |
| 1962 | 레온 레더만이 이끄는 그룹이 뮤온 중성미자(또는 뮤 중성미자)가 전자 중성미자와 구별됨을 입증하다 |
| 1964 | 브룩헤이븐 국립연구소에서 오메가 중입자 및 크시 중입자 발견 |
| 1969 | SLAC에서 양성자와 전자 사이의 심층 비탄성 산란 실험에서 쪽입자(강입자의 내부 구성 요소)가 관찰되다. 이는 결국 쿼크 모형(머리 겔만과 조지 츠바이크가 1964년에 예측)과 연관되어 위 쿼크, 아래 쿼크, 기묘 쿼크의 발견으로 이어졌다. |
| 1974 | 버턴 릭터와 새뮤얼 팅이 이끄는 그룹이 제이/프시 중간자를 발견하여 맵시 쿼크의 존재를 입증하다 (제임스 비요르켄과 셸던 리 글래쇼가 1964년에 제안) |
| 1975 | 마틴 펄이 이끄는 그룹이 타우 입자를 발견하다 |
| 1977 | 페르미 국립 가속기 연구소에서 입실론 중간자가 발견되어 바닥 쿼크의 존재를 입증하다 (고바야시 마코토와 마스카와 도시히데가 1973년에 제안) |
| 1979 | DESY에서 삼중 제트 사건에서 글루온이 간접적으로 관찰되다 |
| 1983 | 카를로 루비아, 시몬 판 데르메이르 및 유럽 입자 물리 연구소 UA1 협력단이 W와 Z보손을 발견하다 (셸던 리 글래쇼, 모하마드 압두스 살람, 스티븐 와인버그가 자세히 예측) |
| 1995 | 페르미 국립 가속기 연구소에서 꼭대기 쿼크가 발견되다 |
| 1995 | 유럽 입자 물리 연구소의 LEAR 실험에서 반수소가 생성되고 측정되다 |
| 2000 | 유럽 입자 물리 연구소에서 쿼크-글루온 파이어볼이 발견되다 |
| 2000 | 페르미 국립 가속기 연구소에서 타우 중성미자가 처음 직접 관측되다 |
| 2011 | STAR detector에 의해 반헬륨-4가 생성되고 측정되다; 이 실험에서 최초로 발견된 입자 |
| 2012 | 유럽 입자 물리 연구소 대형 강입자 충돌기의 컴팩트 뮤온 솔레노이드 및 ATLAS 실험을 수행하는 연구원들이 힉스 보손의 예측된 특성 대부분을 보이는 입자를 발견하다 |

## 같이 보기
- 중입자 목록
- 중간자 목록
- 입자 목록